# قرار مجلس الأمن التابع للأمم المتحدة رقم 241
قرار مجلس الأمن التابع للأمم المتحدة رقم 241، الذي اتخذ بالإجماع في 15 نوفمبر 1967، بعد إعادة تأكيد القرارات السابقة بشأن هذا الموضوع، أدان المجلس أي عمل من أعمال التدخل في الشؤون الداخلية لجمهورية الكونغو الديمقراطية، ولا سيما فشل البرتغال في منع المرتزقة من استخدام مستعمرتها في أنغولا كقاعدة للعمليات لهجمات مسلحة ضد جمهورية الكونغو الديمقراطية. ودعا المجلس البرتغال إلى وضع حد فوري لهذا الأمر، ودعا جميع البلدان التي تستقبل المرتزقة الذين شاركوا في الهجمات ضد جمهورية الكونغو الديمقراطية إلى اتخاذ التدابير المناسبة لمنعهم من تجديد أنشطتهم ضد أي دولة.